# Calle Florida

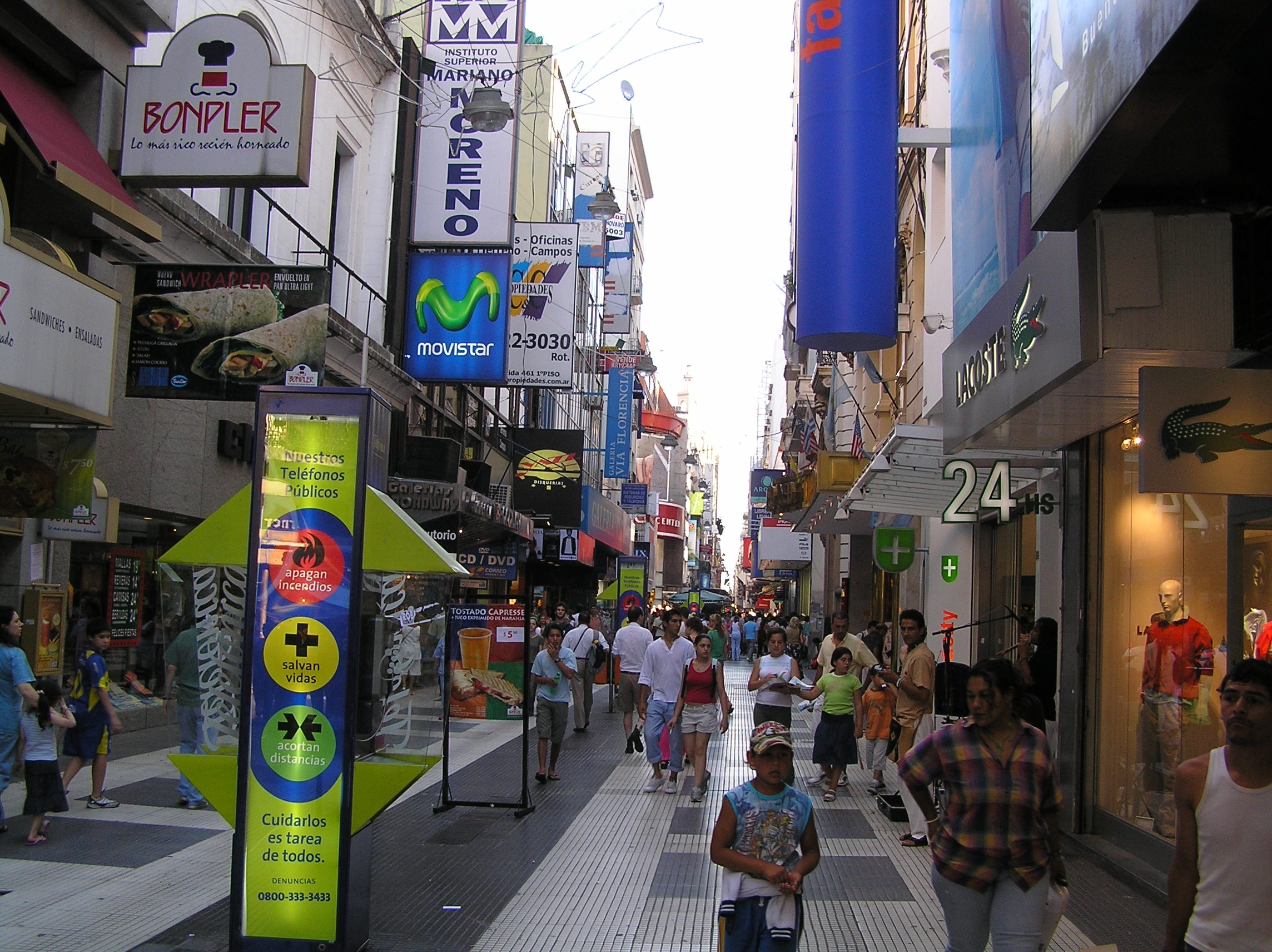
Vue de la Calle Florida à Buenos Aires

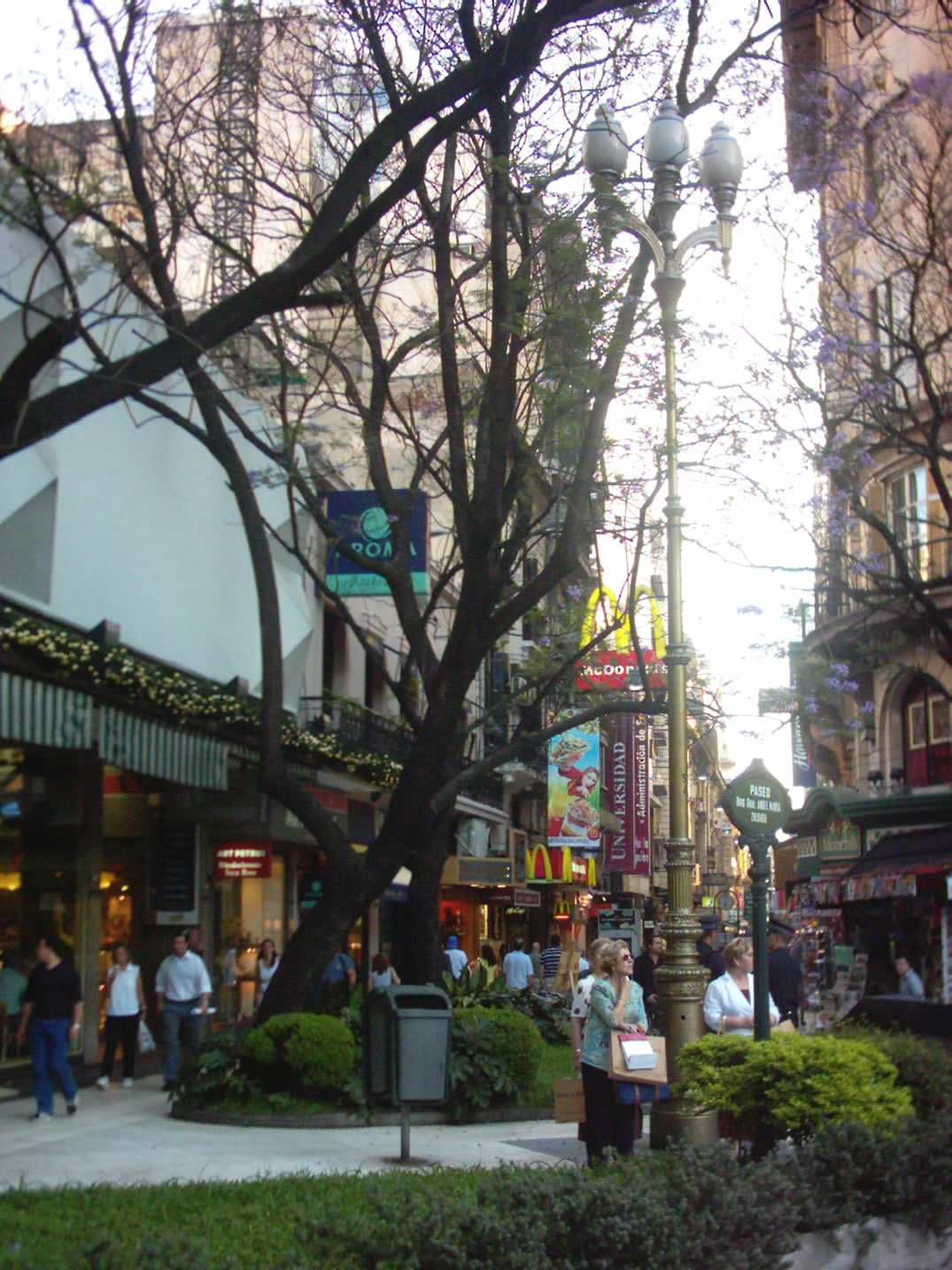
Extrême nord de la rue

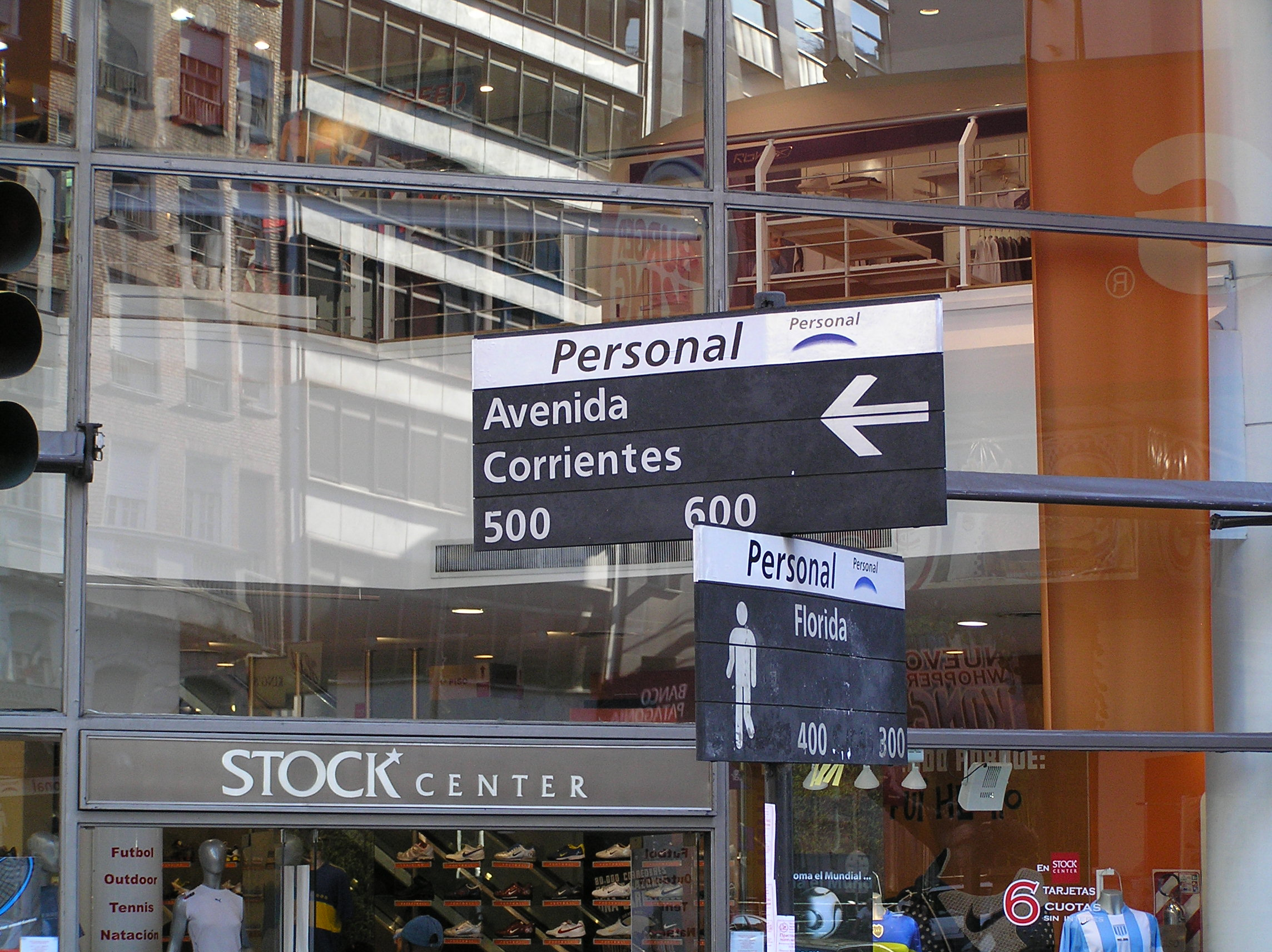
Coin de la Calle Florida et de l'Avenida Corrientes.

La Calle Florida (en français Rue Florida) est une rue piétonne de Buenos Aires, située entre l’Avenida Rivadavia et la Plaza General San Martín. Elle est renommée comme étant la plus importante rue commerçante d’Argentine.

## Parcours
Elle est d'orientation nord-sud. Elle commence au niveau de la calle Rivadavia dans le centre-ville, entre la  Place de Mai et l'Avenida 9 de julio, et se dirige droit vers le nord. Elle croise à angle droit successivement les calles Bartolomé Mitre, Présidente General Juan Domingo Perón, Sarmiento puis l'Avenida Corrientes, et les calles Lavalle, Tucumán, Viamonte, avenida Córdoba et calle Paraguay, avant d'arriver à la Plaza General San Martín. À cet endroit le plan général de la ville en damier orienté nord-sud s'arrête, et est remplacé par un damier sud-ouest/nord-est. La calle Florida longe ainsi la place General San Martín vers le nord-est et aboutit dans la Calle San Martin, qui est son prolongement jusqu'à se terminer à la fin de l'avenida Leandro Alem, aux environs de la grande gare de Retiro.

## Histoire
Les débuts de la calle Florida remontent à la fondation de Buenos Aires, alors qu'elle représentait un simple sentier qui montait vers la berge depuis le río de la Plata. En 1880, à la suite d'une épidémie de fièvre jaune, les gens aisés de la ville abandonnèrent leurs demeures du sud de la cité pour habiter le quartier de Retiro considéré comme plus sain, car plus élevé. La calle Florida reliait ce nouveau quartier au centre-ville, et c'est ce qui détermina la vocation de la rue, en tant que centre commercial important.
En 1910 l'artère était définitivement commerciale, et c'est depuis ces années que Florida est une des rues les plus importantes de la capitale.
La calle Florida donna son nom au « Groupe de Florida (es) », un groupe d'artistes (en particulier d'écrivains, tel que Jorge Luis Borges) dans les années 1920-1930. À la même époque existait le « Groupe de Boedo (es) », du nom d'un  autre quartier plus populaire de Buenos Aires, ces deux groupes étant souvent considérés comme opposés.

## Description
La section piétonnière de la rue débute en fait dans son prolongement sud, la calle Perú, lorsque cette dernière traverse l'Avenida de Mayo, non loin à l'ouest de la Plaza de Mayo. Cinquante mètres plus loin, la calle Perú croise Rivadavia et change son nom en Calle Florida. C'est une règle absolue dans l'organisation de la ville, que toutes les rues nord-sud changent de nom après leur carrefour avec l'Avenida Rivadavia.
Lors de son parcours vers le nord, la Calle Florida croise l'autre grande artère piétonnière de Buenos Aires, la Calle Lavalle, centre des cinémas de la cité.
Calle Florida est une des attractions touristiques de la ville. Elle présente une grande variété de commerces et magasins, vendant de la maroquinerie, de la bijouterie, des livres, des souvenirs et bien d'autres choses encore. Après la dévaluation de 2002, les prix sont devenus très attractifs pour les touristes étrangers venus de pays à monnaie forte (Europe, Japon et Amérique du Nord surtout), et cela attire également beaucoup de ceux qui, venus en voyage d'affaires, logent dans les hôtels environnants.

## Les points forts
Les Galerías Pacífico jadis siège de la compagnie ferroviaire d’État régissant la liaison vers le Chili et l'Océan Pacifique, furent réaffectées dans les années 1990, et transformées en galerie marchande « haut de gamme ». L'immeuble présente des fresques faites par certains des peintres argentins les plus renommés.
La galerie Di Tella (Instituto Di Tella) fut un des centres de l'art pop de Buenos Aires pendant les années 1960 et 1970.
Florida offre également de nombreux restaurants, cafés, et salons de thé.
Le jour, Florida voit défiler des piétons pressés et sérieux, car la rue est située à proximité du « district financier » de la ville (la City de Buenos Aires). Le soir par contre l'atmosphère se détend et la rue est envahie d'artistes de rue, notamment des chanteurs et danseurs de tango, des automates vivants et des comédiens.
On a dit que la restauration de Puerto Madero dans les années 1990-2000, et la situation de délinquance croissante dans l'Argentine d'aujourd'hui ont rendu la zone de la Calle Florida moins attirante pour la gastronomie et pour d'autres amusements nocturnes.

## La crise: décadence et renaissance
À la fin des années 1990, la fameuse crise économique argentine débuta, et le piétonnier commença à décliner rapidement. Après l'entrée en crise profonde de 2001, beaucoup de ses magasins fermèrent. Et il y eut des faillites. En plus la délinquance s'accentua (les cartoneros).
Lorsque la crise prit fin (en 2003 approximativement), la calle Florida commença une période de récupération. En 2005 le magasin très connu « Falabella » ouvrit, donnant une forte impulsion au piétonnier. En 2006 la même firme ouvrit une autre succursale, à l'endroit où se trouvait un autre magasin prestigieux, Gath & Chavez. Harrods également était sur le point de rouvrir en 2006. En été 2006, les locaux commerciaux fermés ou disponibles à louer étaient devenus rares.

## Transports
Il est facile de parvenir à la Calle Florida depuis n'importe quel endroit de la ville. Le plus simple et le plus rapide est d'utiliser le métro. Les cinq lignes de celui-ci ont toutes une station proche de la rue.
Il y a aussi les bus, dont beaucoup de lignes passent dans les environs.
Le centre important de transport du quartier de Retiro, qui possède un terminal de bus « longue distance », ainsi qu'une gare où aboutissent trois lignes importantes du pays, est précisément situé à l'extrémité nord de Calle Florida (la Línea C donne accès aussi bien à la gare de Retiro qu'à celle de Constitución, située elle, au sud du centre-ville).